# 66 Tauri
66 Tauri (r Tauri) é uma estrela na direção da Taurus. Possui uma ascensão reta de 04h 23m 51.84s e uma declinação de +09° 27′ 39.5″. Sua magnitude aparente é igual a 5.10. Considerando sua distância de 396 anos-luz em relação à Terra, sua magnitude absoluta é igual a −0.32. Pertence à classe espectral A3V.